# 小玉蜗牛
小玉蜗牛（学名：Ibycus hiraseanus），是柄眼目擬阿勇蛞蝓科Ibycus的一种。主要分布于台湾，常栖息在落叶堆底。